# Acroscyphella tjiwideiensis
Acroscyphella tjiwideiensis là một loài rêu trong họ Balantiopsaceae. Loài này được Sande Lac. N. Kitag. & Grolle mô tả khoa học đầu tiên năm 1985.